# アンドゥイユ
アンドゥイユ(Andouille)は、フランスに起源を持つ豚肉の燻製ソーセージである。俗ラテン語で「主導する」という意味の動詞inducerという言葉に由来する。フランス人移民によりルイジアナ州に持ち込まれ、多くのクレオール料理に用いられる。

## アメリカ合衆国のアンドゥイユ
アメリカ合衆国では、このソーセージはルイジアナ州のクレオール料理によく用いられる。豚肉、ニンニク、コショウ、タマネギ、ワイン、調味料から作る粗挽きの燻製ソーセージである。燻製した肩肉を詰めた後に再び燻製する。「世界のアンドゥイユの首都」と綽名される、ミシシッピ川上のルイジアナ州ラプラスは、特にクレオール風のアンドゥイユで有名である。
ルイジアナ州ラファイエット西方のケイジャンでは、フランスとよく似たアンドゥイユが作られる。ブタの腸を塩とカイエンヌペッパーで味付けし、水と酢に一晩浸し、よくすすいでからもう一方に縦方向に詰める。これらをカットしてひもで結び、燻製室に吊るす。密度が高いため、捩じることはしない。切った時には、腸の同心円状の輪が見える。
ホットリンクとよく似ているが別物である。

## フランスのアンドゥイユ
フランスの特にブルターニュでは、アンドゥイユの伝統的な材料は、ブタの小腸、トライプ、タマネギ、ワイン、調味料である。通常、灰色をしており、独特の匂いを持つ。小型のものは、「小さいアンドゥイユ」という意味のアンドゥイエット（andouillette)と呼ばれる。ブタの消化器系全体を使うものもある。

## その他
フランス語でこの言葉は、愚鈍やならず者を意味し、侮蔑の表現にも用いられる。例えば、フランス語版の『ザ・シンプソンズ』では、ホーマー・シンプソンが隣人のフランダース家を罵る時にAndouille de Flanders !という表現を用いる。